# Смртност становништва Србије
Смртност становништва Србије је негативна компонента у кретању броја становника, за разлику од наталитета, као позитиве компоненте, у природном прираштају, која у значајној мери утиче на економске социјалне и политичке потенцијале, и даљи демографски развој Србије.
У Србији је 2016. године стопа умрлих (општи морталитет) значајно висока и износила је 14,3 на 1.000 становника, већим делом услед израженог процеса старења становништва и следствено томе, доминантне патологије везане за старење. У односу на 2013. годину, када је смртност, од свих узрока смрти износила 1.400,0 на 100.000 становника, у 2016. години стопа смртности је опала на 1.428,6 на 100.000 становника.
У Србији годишње од свих узрока смрти умре приближно 100.000 људи. Готово сваки други становник Србије умре од болести срца и крвних судова, сваки пети од малигних тумора и сваки десети од последица повреда, шећерне болест и опструктивних болести плућа. Током последњих 20 година, највећи пораст у умирању у Србији забележен је од малигних тумора и шећерне болести, односно његових компликација.

## Основна разматрања о смртности у Србији
Смртност или морталитет је биолошки процес и својствен је свим живим бићима. Међутим, осим биолошких фактора чије је деловање дугорочно и постојано, на смртност делује и читава група социо-економских фактора. Њихов утицај долази или је долазио до изражаја нарочито у неким периодима живота становништва Србије (нпр саобраћајне несреће код младог становништва, епидемије, масовни трауматизам, ратни сукоби на Балкану итд).
Ток смртности током животног века становништва Србије има врло постојан облик. Смртност је на почетку живота новорођене деце висока (поготово код деце до годину дана старости), затим се нагло снижава и достиже минимум у старосној групи 5-14 година. После тог смртност стално расте. Најпре лагано, а затим са порастом старости све брже и брже, достижући врхунац код средовечног становништва, а затим још једном, код старих 60 или више година, долази до смањивања смртности са минимумом код најстаријих да би поново највиша била у најстаријим годинама живота.
Ток и нивои смртности
У условима ниске смртности и повољним морталитетним условима у Србији су до сада описани: ниски ток смртности, дужи низ година, и различити ниво смртности — који су на почетку живота (код одојчади) и код деце нижи (што означава управо ниску смртност у почетним годинама живота), а у познијим годинама висок, што означава виши ниво смртности.
Полне и старосне разлике мушкараца и жена
Дивергенција у трендовима смртности по полу током задњих деценија 20. века може да се једним делом објасни смањењем стопа смртности код жена у фертилном периоду, али у основи леже много комплекснији фактори утицаја на смртност. Упркос чињеници да је то једна од основних законитости у демографском развитку, до данас није јасно шта све утиче на тај феномен. Тако је утврђено да је разлика у очекиваном трајању живота при живорођењу мушкараца и жена последњих 20 година стабилна и у европским оквирима умерено ниска (износи око пет година).
Анализа морталитета по полу показала је да су вредности специфичних стопа смртности у Србији међу највишима у Европи и да су посебно средовечни мушкарци у Србији вулнерабилна категорија становништва, нарочито оних који нису у браку, јер мушкарци у браку имају просечно за 6-7 година дужи животни век. Повољнији положај мушкараца у браку се види у свим старосним групама, док је код жена предност пре свега код релативно млађих категорија, док код старих 65 или више година, нема статистички значајне разлике.
На основу разлике у стопама смртности по полу и образовању може се констатовати да ниво образовања има већи значај у морталитету жена, односно да се са већим степеном образовања и разлика у смртности по полу повећава на штету мушкараца. Поједини истраживачи, у прављењу разлика, дају предност биолошким факторима, истичући да „генетске и хормонске разлике код полова стварају биолошку основу за дужи животни век жена”. Док многи истичу значај небиолошких фактора, и сматрају да се „образац понашања код мушкараца у комбинацији реакције на промене у околини, види као основни и доминантни разлог више смртности.” Међутим све више преовладава став да је „утицај биолошких фактора лимитиран у односу на индивидуално понашање које у комбинацији са друштвеним и другим утицајем средине много више доприноси разлици у дужини животног века мушкарца и жене”.
Истраживање преране смртности становништва Србије услед водећих узрока смрти показало је да мушкарци и жене имају различит модел морталитета. Хипотеза да је канцер значајнији узрок превремене смрти код жена него код мушкараца у Србији, није тачна јер су нпр. мушкарци у централној Србији, током 2014. године, најчешће умирали од малигних тумора плућа, колона и ректума, простате и желуца, а жене су најчешће биле жртве малигног процеса на дојци, плућима, колону и ректуму и панкреасу. То повећање коинцидира са растом стопа смртности од кардиоваскуларних болести, тумора и повреда код мушкараца и смањења стопа смртности у фертилном периоду код жена.
Разлика између српских жена и мушкараца у односу на мушкарце и жене који најдуже живе у Европи је око 9 година код оба пола. Док је смртност 2,5 до 3 пута виша у Србији од вршњака из земаља са најдужим животним веком.
Разлике у смртности према религијској и етничкој припадности
Значај етничке и религијске припадности могу имати утицај у смртности и различитој смртности по полу. Увођењем појма „муслимански парадокс“ (енг. Muslim paradox) истиче се нижа смртност млађих мушкараца исламске вероисповести од припадника других верских заједница. Разлог се види у мањој конзумацији алкохола, као и у знатно нижим стопама самоубистава. На другој страни муслиманке, пре свега старије жене, имају више специфичне стопе смртности. Понекад линија између етничке припадности и социјалног статуса може, као што је пример у ромским заједницама, да искриви слику о разлозима више смртности.

## Показатељи смртности
У Србији је 2016. године стопа умрлих (општи морталитет) износила 14,3 на 1000 становника, док је морталитет од свих узрока смрти у истој године износио 1.461,2 на 100.000 становника, што је значајна разлика у односу на стандардизовану популацију у свету, која је износила 539,8.

### Стопа смртности у Србији и непосредном окружењу
Општа стопа смртности у Србији у поређењу са бившим југословенским републикама, је највиша и износила је 2014. године 14,2‰. Следе Хрватска (12,0‰), Црна Гора (9,7‰), Македонија (9,5‰), Словенија (9,2‰) и Босна и Херцеговина (9,1‰).
Од земаља у непосредном окружењу у најповољнијем положају по висини опште стопе морталитета је Албанија (7,1‰), а у најлошијем Бугарска (15,1‰). Према подацима за 2014. годину Бугарска има највишу стопу смртности у Европи, а следе Украјина (14,6‰) и Летонија (14,3‰).
Разлог релативно великог броја смртних случајева у Србији је, пре свега, неповољна старосна структура, односно интензивно старење популације у протеклим деценијама. Према пописним подацима из 2011. године, просечна старост становништва Србије износила је 42,2 године, а индекс старења 1,25.

### Тренд кретања општа стопа смртности у Свету
| Ранг | Земља         | Смртност на 1.000 становника |
| ---- | ------------- | ---------------------------- |
| 1    | Бугарска      | 15,1                         |
| 2    | Лесото        | 14,9                         |
| 3    | Украјина      | 14,6                         |
| 4    | Литванија     | 14,5                         |
| 5    | Летонија      | 14,4                         |
| 6    | Србија        | 14,3                         |
| 7    | Гвинеја Бисао | 14,1                         |
| 8    | Чад           | 14,0                         |
| 9    | Авганистан    | 13,7                         |
| 10   | Русија        | 13,6                         |
| 11   | Албанија      | 7,1                          |

Општа стопа смртности у свету, 1996, 2006, 2030 и 2050.
|                 | 1996. | 2006. | 2030 | 2050 |
| --------------- | ----- | ----- | ---- | ---- |
| Свет            | 9,1   | 8,4   | 8,2  | 9,4  |
| Земље у развоју | 8,8   | 8,0   | 7,6  | 8,8  |
| Развијене земље | 10,6  | 10,3  | 11,6 | 13,1 |

Општа стопа смртности у свету по регионима, 1996, 2006, 2030 и 2050.
|                 | 1996. | 2006. | 2030 | 2050 |
| --------------- | ----- | ----- | ---- | ---- |
| Европа          | 11,4  | 11,7  | 12,8 | 14,9 |
| Азија           | 8,0   | 7,1   | 7,3  | 9,4  |
| Африка          | 13,9  | 13,1  | 9,3  | 7,8  |
| Северна Америка | 5,8   | 7,2   | 8,0  | 9,4  |
| Јужна Америка   | 6,4   | 6,2   | 7,1  | 9,2  |
| Океанија        | 7,3   | 6,6   | 7,7  | 9,4  |

## Прерана смртност у Србији
Прерана смртност уведена је од скора као релативно нов показатељ, у анализи смртности становништва. Она је показатељ преране смртност или потенцијално изгубљени година живота (енг. Potential Years of Life Lost - PYLL) или изгубљене године потенцијалног живота (енг. Years of Potential Life Lost – YPLL). Овај показатељ се фокусира на друштвене и економске последице смртности.
Прерана смртност у Србији од 1950. до 2010.
У 2010. години становништво Србије је потенцијално изгубило, због „превремене смрти“, 410.622 године живота или 64 године на 1.000 становника. Шест деценија раније губило се преко 6 пута више година односно 424 на 1.000.
На основу истраживања Ивана Маринковића, спроведеног у периоду 1950—2010. године уочава се тренд опадања стопе PYLL-а, па је најнижа вредност забележена последње 2010. године, а највиша прве 1950. године. На основу овог низа података, на први поглед може да се изведе закључак да је општи тренд смањивања стопа PYLL-а узрокован нижим стопама смртности по старости односно значајном и континуираном побољшању општих здравствених прилика, дубља анализа и ако се изолује утицај најмлађих старосних група (одојчади и деце до 5 година) доноси закључак да од средине 1960-их (прецизно 1966. године) побољшања није ни било, односно да су стопе PYLL-а су стагнирале и чак се у појединим годинама дешавало погоршање.

## Најчешћи узроци смрти у Србији
Најчешћи узроци смрти у Републици Србији већ дужи период су исти, али са различитим тенденцијама у периоду од 2012. до 2016. године (видети табелу).
| Ранг   | Групе узрока смрти                                           | MКБ-10  | 2012 (%) | 2016 (%) |
| ------ | ------------------------------------------------------------ | ------- | -------- | -------- |
| 1      | Болести система крвотока                                     | I00—I99 | 53,7     | 51,7     |
| 2      | Малигни тумори                                               | C00—C97 | 20,8     | 21,3     |
| 4      | Симптоми, знаци и патолошки клинички и лабораторијски налази | R00-R99 | 4,5      | 4,9      |
| 5      | Хроничне болести доњег система за дисање                     | Ј40—Ј47 | 3,7      | 2,8      |
| 6      | Повреде, тровања и последице деловања спољних фактора        | S00—T98 | 3,2      | 2,6      |
| 3      | Остали узроци                                                | —       | 14,1     | 14,4     |
| Укупно |                                                              |         | 100,0    | 100,0    |

| Ранг   | Групе узрока смрти                                                        | MКБ-10  | Број    | Учешће |
| ------ | ------------------------------------------------------------------------- | ------- | ------- | ------ |
| 1      | Болести система крвотока                                                  | I00—I99 | 52.102  | 51,7%  |
| 2      | Злоћудни тумори                                                           | C00—C97 | 21.526  | 21,3%  |
| 4      | Недефинисани симптоми, знаци и патолошки клинички и лабораторијски налази | R00-R99 | 4.985   | 4,9%   |
| 5      | Болести система за дисање                                                 | Ј40—Ј47 | 4.877   | 4,8%   |
| 6      | Повреде, тровања и последице деловања спољних фактора                     | S00—T98 | 2.858   | 2,8%   |
| 3      | Остали узроци                                                             | —       | 14.486  | 14,4%  |
| Укупно |                                                                           |         | 100.834 | 100,0  |

### 1 Болести система крвотока
Оптерећење болестима система крвотока или болестима срца и крвних судова у глобалном је порасту, и нешто је израженија у земљама у транзицији, међу које спада и Србија. То утиче и на пораст смртности која је последњих година у Србији у просеку 55% умрлих особа, код оних које су боловале од неких болести из ове групе.
| Стопа смртности | 2012. | 2013. | 2014. | 2015. | 2016. |
| --------------- | ----- | ----- | ----- | ----- | ----- |
| Општа           | 763,6 | 744,9 | 757,1 | 766,4 | 738,2 |
| Стандардизована | 261,2 | 250,4 | 251,4 | 250,0 | 238,0 |

У односу на све узроке смрти, током 2016. године, од болести срца и крвних судова умрло је: 23.788 мушкараца (45,7%) и 28.314 жена (54,3%).
Просечна стопа смртности од болести срца и крвних судова у Србији у периоду од 2012. до 2016. године износила је 754,0 на 100.000 становника. У односу на
2015. годину, када је смртност од болести срца и крвних судова износила 766,4 на 100.000 становника, у 2016. години стопа смртности је опала на 738,2 на 100.000
становника.
| Болести система крвотока               | MКБ-10  | (%)  |
| -------------------------------------- | ------- | ---- |
| Реуматске болести срца                 | I00—I09 | 0,2  |
| Хипертензивна болсет срца              | I10—I15 | 12,7 |
| Исхамијска болест срца                 | I20—I25 | 17,5 |
| Цереброваскуларна болест               | I60—I69 | 21,8 |
| Остале болести срца и система крвотока | —       | 47,8 |

Исхемијска болест срца
Према СЗО, постоје четири клиничке форме исхемијске болести срца: ангина пекторис, акутни инфаркт миокарда, изненадна срчана смрт и исхемијска кардиомиопатија.
У структури умирања од исхемијских болести срца доминира акутни коронарни синдром (МКБ10: ICD10: I20.0, I21, I22) са 49,8% случајева, док су све остале исхемијске болести срца (ICD10: I20.1-20.9, I23, I24, I25) заступљене скоро у истом проценту, са 50,2%.
Према подацима Националног регистра за акутни коронарни синдром (скраћено АКС), у Србији је у 2016. години: евидентирано 19.389 случајева, са инциденцијом АКС која је у Србији износила 274,7 на 100.000 становника. Од овог синдрома 2016. године у Србији су умрле 4.534 особе, чија смртност је износила 64,2 на 100.000 становника.

### 2. Малигне болести
Малигни тумори, после болести срца и крвних судова, представљају најчешћи узрок обољевања, па самим тим и умирања, како у Србији земљи тако и у развијеним земљама света. Према проценама Светске здравствене организације, у свету од малигних тумора сваке године оболи 11 милиона и умре седам милиона људи. Исти извор процењује да ће се број новооболелих и умрлих до 2020. године удвостручити, при чему ће 2/3 оболелих потицати из земаља у развоју.
Општа и стандардизована стопа смртности од малигних тумора (МКБ-10: C00-C97) на 100.000 становника, Србија, 2012–2016.
| Стопа смртности | 2012. | 2013. | 2014. | 2015. | 2016. |
| --------------- | ----- | ----- | ----- | ----- | ----- |
| Општа           | 295,4 | 294,4 | 299,0 | 301.2 | 305,0 |
| Стандардизована | 137,6 | 135,2 | 136,0 | 135,7 | 135,7 |

Последњих неколико деценија уочен је континуирани пораст у умирању од малигних тумора у Србији. Стопа смртности од малигних болести повећала се у последњих пет година у Србији са 295,4 у 2012. години, на 305,0 на 100.000 становника у 2016. години. У односу на 2015. годину када је смртност од рака износила 301,2 на 100.000 становника, у 2016. години стопа смртности се повећала на 305,0 на 100.000 становника

### 3. Заразних болести
Анализом појединачних узрока смрти од заразних болести у 2016. години уочава се да је највећи број умрлих у Србији у том периоду био од:
- ентероколитиса изазваног (лат. Cl. difficilе) (71),
- грипа (33),
- упале плућа (31),
- туберкулозе (20) и
- бактеријског менингитиса (14).